# Forteresse Semionovsky
La forteresse Semionovsky (en russe : Семёновская крепость) est une fortification qui existait de la fin du XVIIe au début du XVIIIe siècle. Elle se trouvait à l'embouchure du fleuve côtier Mious dans l'actuel oblast de Rostov, à la périphérie sud du village de Beglitsa.

## Histoire
On sait qu'à l'automne de 1674, le voïvode Piotr Khovanski-Zmeï fut envoyé de Moscou sur les bords du fleuve Don pour la construction d'une forteresse sur le fleuve côtier voisin Mious. Cette idée n'a alors pas eu de suite car aucun endroit adéquat n’a été trouvé. La forteresse a finalement été construite en 1698 au sud du village de Beglitsa et on lui a donné le nom du fleuve « Mious ». Puis on l’a renommée « forteresse Semionovsky ».
La structure a été construite sous la forme d'un quadrilatère irrégulier de 600 sur 500 mètres avec quatre bastions et deux demi-bastions. Une porte a été créée, du côté de la steppe, qui était protégée par un demi-bastion. Le puits de terre mesurait 3,5 mètres de haut[pas clair], sa profondeur était de 2 mètres et sa largeur de 6 mètres.
En 1699, la garnison comptait 421 hommes, formée de lanciers, cavaliers et soldats. Les Cosaques installés dans la forteresse avaient pour mission d’inspecter les navires marchands qui passaient. En 1711, la forteresse s’est trouvée partiellement détruite.
Au début du XXIe siècle, des recherches et des fouilles archéologiques ont été entreprises sur le terrain de l'ancienne forteresse. Au cours de la recherche, des éléments de céramique et des pipes ont été retrouvés.